# Armin Krügel
Armin Krügel (ur. w 1974) – szwajcarski narciarz klasyczny specjalizujący się w kombinacji norweskiej, brązowy medalista mistrzostw świata.

## Kariera
Startował głównie w zawodach Pucharu Świata B (obecnie Puchar Kontynentalny). W zawodach tego cyklu najlepiej prezentował się w sezonie 1995/1996, który ukończył na piętnastym miejscu. W poprzednim sezonie wywalczył swoje jedyne indywidualne podium w karierze, 18 lutego 1995 roku w Calgary zwyciężając w konkursie rozgrywanym metodą Gundersena. W 1995 roku wystąpił także na Mistrzostwach Świata w Thunder Bay, gdzie osiągnął największy sukces swojej kariery. Wspólnie z Markusem Wüstem, Stefanem Wittwerem i Jeanem-Yves'em Cuendetem wywalczył tam brązowy medal w zawodach drużynowych. Po skokach Szwajcarzy zajmowali drugie miejsce za Japończykami, jednak na trasie biegu zostali wyprzedzeni przez Norwegów i ostatecznie stanęli na najniższym stopniu podium. W Pucharze Świata wystąpił tylko raz – 16 grudnia 1995 roku w Sankt Moritz zajął 34. miejsce i z dorobkiem 12 punktów (w sezonach 1993/1994-2001/2002 obowiązywała inna punktacja Pucharu Świata) zajął 63. miejsce w klasyfikacji generalnej.

## Osiągnięcia

### Mistrzostwa świata
| Miejsce | Dzień    | Rok  | Miejscowość | Konkurencja          | Wynik zwycięzcy | Strata      | Zwycięzca |
| ------- | -------- | ---- | ----------- | -------------------- | --------------- | ----------- | --------- |
| 3.      | 10 marca | 1995 | Thunder Bay | Sztafeta K-90/4x5 km | 56:20.2 min     | +5:21.6 min | Japonia   |

### Puchar Świata

#### Miejsca w klasyfikacji generalnej
- sezon 1995/1996: 63.

#### Miejsca na podium chronologicznie
Krügel nigdy nie stał na podium zawodów Pucharu Świata.

### Puchar Kontynentalny

#### Miejsca w klasyfikacji generalnej
- sezon 1994/1995: 20.
- sezon 1995/1996: 15.
- sezon 1996/1997: 26.
- sezon 1997/1998: 40.

#### Miejsca na podium chronologicznie
| Nr | Data           | Miejscowość | Konkurencja         | Wynik zwycięzcy | Pozycja | Strata | Zwycięzca |
| -- | -------------- | ----------- | ------------------- | --------------- | ------- | ------ | --------- |
| 1. | 18 lutego 1995 | Calgary     | Gundersen K90/15 km | ?               | 1.      | -      | -         |